# Margit Rätzsch
Margit T. Rätzsch, geborene Margit T. Richter,  (* 13. September 1934 in Teplitz-Schönau; † 15. August 2016) war eine deutsche Physikochemikerin und Professorin für physikalische Chemie. Sie war von 1981 bis 1989 Rektorin der Technischen Hochschule „Carl Schorlemmer“ Leuna-Merseburg.

## Leben
Margit Theresa Rätzsch, geb. Richter, wurde in einer deutschen Familie als Tochter eines Bergmanns geboren. Nach dem Zweiten Weltkrieg erfolgte die Umsiedlung der Familie in den mitteldeutschen Raum. Hier schloss sie ihre Schulausbildung auf Grund- und Oberschule im Jahre 1952 mit dem Abitur ab. Anschließend absolvierte sie ein Studium der Physik an der Universität Leipzig, das sie 1956 als Diplom-Physikerin beendete.
Ihr Berufseinstieg erfolgte 1956 zunächst als Dozentin an der Arbeiter- und Bauern-Fakultät (ABF) der Universität Leipzig. Daran schloss sich ab 1957 eine Industrietätigkeit im VEB Rundfunk- und Fernsehtechnik Leipzig als wissenschaftliche Mitarbeiterin an.
Im Jahre 1959 wechselte sie an die Technische Hochschule für Chemie Leuna-Merseburg, wo sie eine Stelle als wissenschaftliche Assistentin und Referentin des Prorektors für Forschung bis 1964 innehatte. In diesem Jahr erfolgte auch ihre Promotion zum Dr. rer. nat., sodass sie unmittelbar danach eine Stelle als Oberassistentin erhielt. Diese Phase ihrer Tätigkeit schloss sie im Jahre 1968 mit ihrer Habilitation ab.
1969 begann ihre Tätigkeit als Hochschullehrerin mit Berufungen als Dozentin sowie danach als Professorin für physikalische Chemie an der Technischen Hochschule „Carl Schorlemmer“ Leuna-Merseburg. Zudem wurde sie als Direktorin für die Sektion Verfahrenschemie bestellt.
Im Zeitraum von 1981 bis 1990 war sie Rektorin der TH Leuna-Merseburg in der Nachfolge von Gert Naue. Ihr Nachfolger in dieser Funktion wurde Egon Fanghänel. Gleichzeitig war sie Mitglied der SED-Bezirksleitung Halle.
Mit der erfolgten Aufhebung der Technischen Hochschule „Carl Schorlemmer“ Leuna-Merseburg zum 31. März 1993 trat sie in den Vorruhestand und lebte weiterhin in Merseburg.
Die Forschungsarbeiten von Rätzsch lagen auf dem Gebiet der physikalischen Chemie sowie der Thermodynamik. Sie wurde im Jahre 1976 als Korrespondierendes Mitglied und 1980 als Ordentliches Mitglied der Akademie der Wissenschaften der DDR (AdW) gewählt. 1984 erhielt sie den Nationalpreis der DDR III. Klasse im Kollektiv für grundlegende Arbeiten auf dem Gebiet der kontinuierlichen Thermodynamik und ihrer Anwendung. Im Jahre 1987 wurde ihr die August-Kekulé-Medaille verliehen.
Margit Rätzsch starb im Alter von 81 Jahren.

## Schriften (Auswahl)
- Zwischenmolekulare Wechselwirkungen und Struktur in flüssigen Nichtelektrolyten. Sitzungsberichte der Akademie der Wissenschaften der DDR, Jg. 1978, Nr. 4 N : Mathematik, Naturwissenschaften, Technik.  Akademie-Verlag, Berlin 1978.
- Kerreffekt in niedermolekularen fluiden Systemen. Sitzungsberichte der Akademie der Wissenschaften der DDR, Jg. 1978, Nr. 4 N : Mathematik, Naturwissenschaften, Technik. Akademie-Verlag, Berlin 1978 (mit Rainer Patz).
- Thermodynamik und biologische Entwicklung. Sitzungsberichte der Akademie der Wissenschaften der DDR, Jg. 1980, Nr. 2 N : Mathematik, Naturwissenschaften, Technik. Akademie-Verlag, Berlin 1980.
- Proceedings / 6th [Sixth] International Conference on Thermodynamics. Merseburg, August 26 - 29, 1980 / Techn. Hochsch. Leuna-Merseburg, German Democrat. Republic. [Sponsored by the International Union of Pure and Applied Chemistry. Organized by the Carl Schorlemmer Techn. Univ., Leuna-Merseburg in collab. with the Chem. Soc. of the German Democrat. Republic. Chairperson: Margit T. Rätzsch]. Verleger: Technische Hochschule,  Leuna-Merseburg 1980.
- Kontinuierliche Thermodynamik von Vielstoffgemischen. Sitzungsberichte der Akademie der Wissenschaften der DDR, Jg. 1982, Nr. 13 N: Mathematik, Naturwissenschaften, Technik. Akademie-Verlag, Berlin 1983 (mit H. Kehlen).
- Kontinuierliche Thermodynamik von Copolymer-Systemen. Sitzungsberichte der Akademie der Wissenschaften der DDR, Jg. 1990, Nr. 4 N: Mathematik, Naturwissenschaften, Technik. Akademie-Verlag, Berlin 1983, ISBN 3-05-500848-0 (mit Christian Wohlfarth).